# 人工鼻

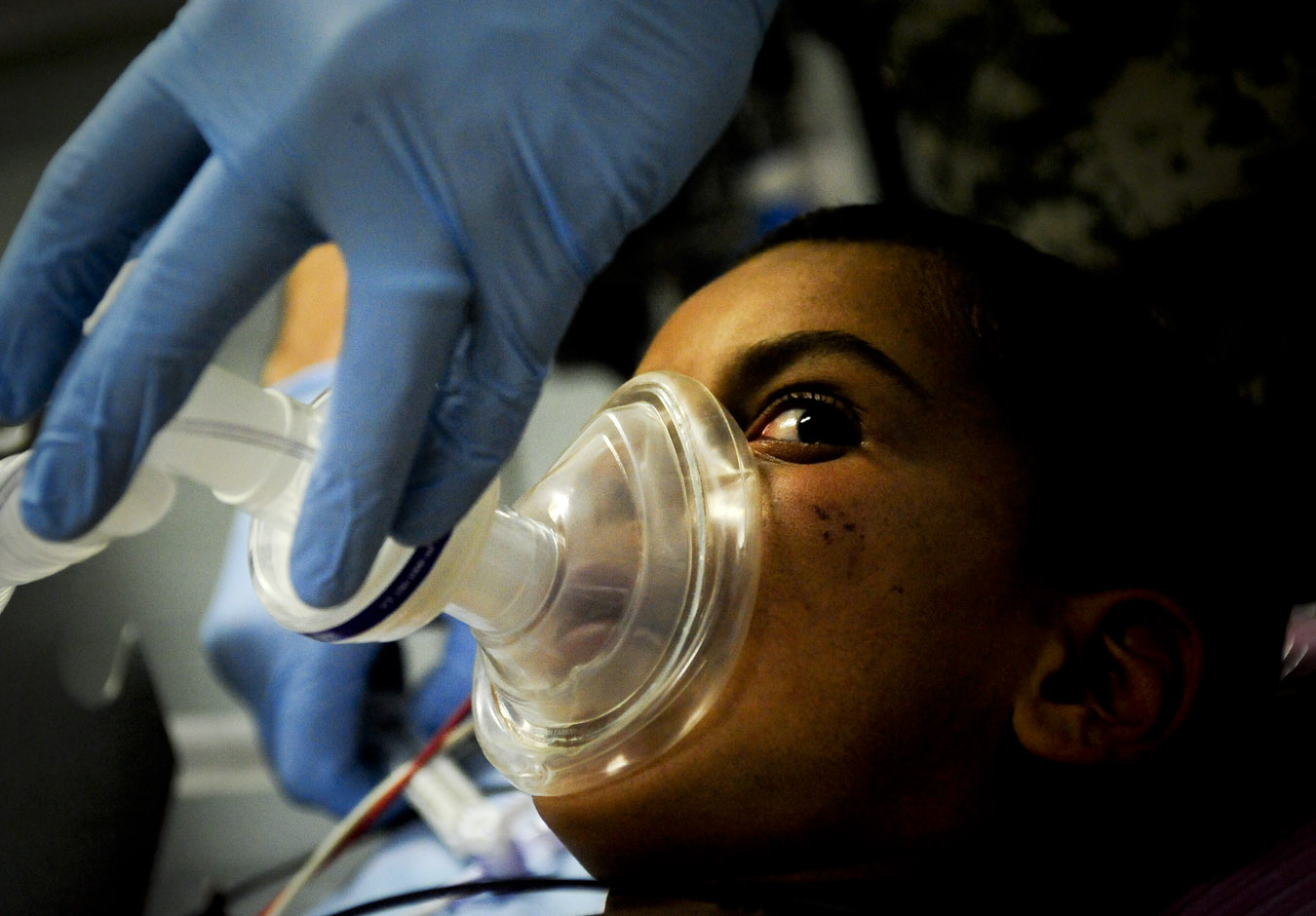
全身麻酔前に酸素投与のために患者の顔に密着された麻酔マスクと、麻酔マスクに直結された人工鼻。

人工鼻（じんこうはな、英：heat and moisture exchanger）は、人工呼吸器や麻酔器の呼吸回路内の加湿に用いられる医療器具である。また、喉頭全摘手術により永久器官孔となった患者が使用する器具でもある。
日本では、2020年9月1日より人工鼻が在宅患者向け特定保健医療材料となった。

## 概要
人工鼻の内部には吐き出す空気から水分を蓄え、その蓄えた水分を、空気を吸引する際に吸気に水分を戻す役割を持つフィルタがある。そのため、喉頭全摘手術などによって本来人間が持つ加温機能や加湿機能を失った人が人工鼻を利用することで吸引する空気が加温、加湿される。人工鼻は喉にある永久器官孔に装着して使用する。また、人工呼吸器を使用する際、人工呼吸器からウイルスや細菌などの吸引を防ぐために使用することもある。
人工鼻が痰や埃で詰まってしまうと呼吸ができなくなってしまい危険である。そのため痰で人工鼻を頻繁に交換しなければならない人は人工鼻の適応ではない。
人工鼻の種類の中にはシャント発声という方法で言葉を発することができる機能を持つものがある。